# Ernst H. Albrecht
Pour les articles homonymes, voir Albrecht et Ernst Albrecht (homonymie).
Ernst Helmut Albrecht (né le 9 septembre 1906 à Leipzig, mort le 25 octobre 1982 à Seeheim-Jugenheim) est un décorateur de cinéma allemand.

## Biographie
Il apprend son métier dès 1925 auprès de Walter Reimann et de Paul Leni. Dans les années 1930, il travaille avec Erich Kettelhut et pour l'UFA.
Après la Seconde Guerre mondiale, il retravaille tout de suite à Berlin-Ouest des films d'exploitation de tous les genres, comme les séries Jerry Cotton ou Heintje, jusqu'à ce qu'il se retire du métier en 1970 à cause d'une maladie.

## Filmographie sélective
- 1937 : La Habanera
- 1938 : L'Entraîneuse
- 1938 : Adrienne Lecouvreur
- 1938 : Les étoiles brillent
- 1939 : Hallo Janine
- 1939 : Trafic au large
- 1939 : Meine Tante - Deine Tante
- 1940 : Die unvollkommene Liebe
- 1940 : Zwischen Hamburg und Haiti
- 1940 : Männerwirtschaft
- 1942 : Le Démon de la danse
- 1942 : Nacht ohne Abschied
- 1943 : Le Roi du cirque
- 1944 : Am Abend nach der Oper
- 1945 : Wir beide liebten Katharina (inachevé)
- 1946 : Sag die Wahrheit
- 1946 : Zugvögel
- 1947 : Herzkönig
- 1948 : Beate
- 1948 : Morgen ist alles besser
- 1949 : Tromba
- 1949 : Krach im Hinterhaus
- 1949 : Nur eine Nacht
- 1950 : Die Nacht ohne Sünde
- 1950 : Falschmünzer am Werk
- 1950 : Rausch einer Nacht
- 1950 : Begierde
- 1951 : Der letzte Schuß
- 1951 : Der blaue Stern des Südens
- 1952 : Ferien vom Ich
- 1952 : Ehe für eine Nacht
- 1953 : Le Tigre de Colombo
- 1953 : Prisonnière du Maharadjah
- 1953 : Trois cavaliers au pensionnat
- 1954 : Geständnis unter vier Augen
- 1954 : Frühlingslied
- 1955 : C'est arrivé le 20 juillet
- 1955 : Die Wirtin an der Lahn
- 1955 : La Fée du Bodensee
- 1956 : Ferien auf Immenhof
- 1956 : Liane la sauvageonne
- 1957 : Liane, die weiße Sklavin
- 1957 : Schön ist die Welt
- 1958 : L'Amour comme la femme le désire
- 1958 : Madeleine Tel. 13 62 11
- 1958 : Impudeur (de)
- 1958 : Piefke, der Schrecken der Kompanie
- 1958 : Ich werde dich auf Händen tragen
- 1959 : Mandolinen und Mondschein
- 1959 : Cour martiale
- 1959 : Unser Wunderland bei Nacht
- 1960 : Une nuit à Monte Carlo
- 1960 : Mein Mann, das Wirtschaftswunder
- 1961 : Davon träumen alle Mädchen
- 1962 : So toll wie anno dazumal
- 1962 : Ferien wie noch nie
- 1963 : L'Araignée blanche défie Scotland Yard
- 1963 : Es war mir ein Vergnügen
- 1963 : Jack und Jenny
- 1963 : Piccadilly minuit douze (de)
- 1964 : Das Wirtshaus von Dartmoor (de)
- 1964 : Les Rayons de la mort du Dr. Mabuse
- 1967 : Dynamite en soie verte
- 1968 : L'Homme à la Jaguar rouge
- 1968 : Feux croisés sur Broadway
- 1969 : Nuits blanches à Hambourg
- 1969 : Heintje – Ein Herz geht auf Reisen
- 1970 : Heintje – Einmal wird die Sonne wieder scheinen
- 1970 : Hôtel du vice
- 1970 : Heintje – Mein bester Freund
- 1970 : Das kann doch unsren Willi nicht erschüttern